# TOM-8
VZLÚ TOM-8 a TOM-208 byly první letouny, které byly vyvíjeny ve Výzkumném a zkušebním leteckém ústavu v Praze Letňanech. Jedná se o poslední československou konstrukci cvičného vojenského letounu s pístovým motorem. Letoun se měl stát nástupcem armádním letectvem používaných strojů Let C-11 (licenční, sovětský JAK-11), který byl vyráběn v letech 1953–1956 v Letu Kunovice.

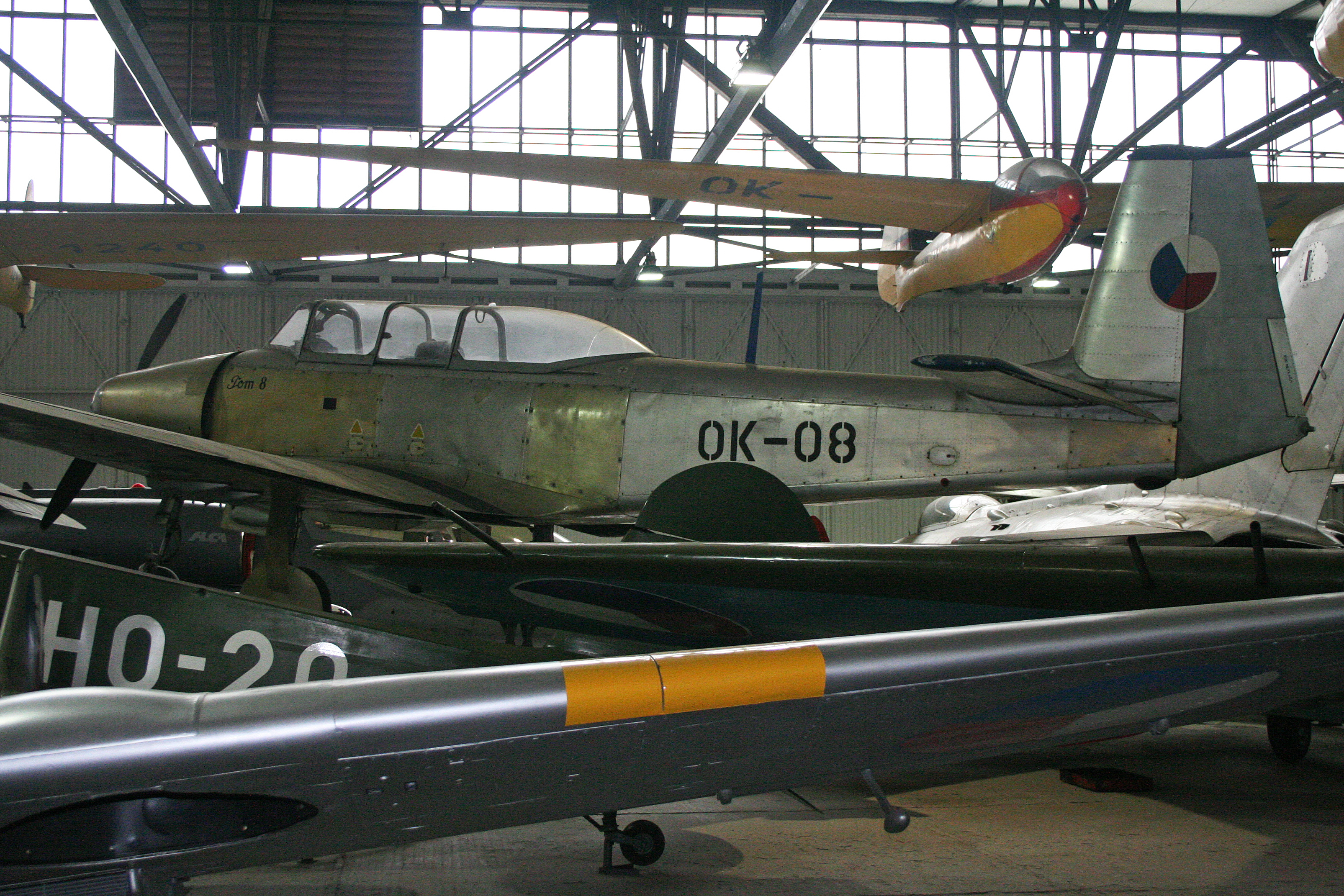
VZLU L-8 (TOM-8, OK-08)

## Vznik a vývoj
Rokem 1954 začala ve VZLÚ nová éra. Ústav přijal zaměstnance z výzkumných a vývojových oddělení průmyslových podniků a stal se vědeckou a technickou základnou leteckých výrobců. Opačný pohled na tuto kontroverzní skutečnost je, že rozhodnutím centrálních orgánů byly zrušeny konstrukční útvary u jednotlivých leteckých výrobců. Toto období trvalo 4 roky (1954-1958).
Hlavní náplní práce v tom období byly: víceúčelový letoun L-60 Brigadýr, sportovní L-40 Meta-Sokol a vrtulník HC-2. Největším úspěchem tohoto období byl bezpochyby vývoj proudového letounu L-29 Delfín navržený VZLÚ a poháněný motorem domácí výroby Walter M-701. První prototyp vzlétl z Kbelského letiště 5. dubna 1959.
Výzkumný a zkušební letecký ústav (VZLÚ) připravoval i cvičný dvousedadlový letoun pro pokračovací výcvik označený VZLÚ TOM-8 (XL-8). Konstruktérem byl ing. Karel Tomáš, šéfkonstruktér čakovické Avie, který byl předislokován z čakovické Avie a byl v té době zaměstnancem VZLÚ. Prototyp s elektricky stavitelnou vrtulí V-421 a motorem Walter M-208C (Praga Doris) poprvé zalétal 23. dubna 1956 pilot Ludevít Dobrovodský s imatrikulací V-01. Letové zkoušky prokázaly celkem dobré vlastnosti draku, ale zdrojem potíží byl ne příliš spolehlivý motor M-208C. Letoun měl být vybaven fotokulometem pro výcvik ve střelbě a pod každou polovinou křídla měly být dva zásobníky pro nácvik bombardování.
Pokračováním byl prototyp TOM-208, který poprvé vzlétl 18. července 1957 s imatrikulací V-11 (později změněna na OK-08). V letech 1958–9 byl osazen motorem M-208D. Připravovalo se předání dokumentace k sériové výrobě v Moravanu Otrokovice, ale počátkem roku 1960 byly práce zastaveny.
Celý projekt trpěl nejasnými požadavky ministerstva národní obrany. Hlavním problémem byl jistý anachronismus, že na sklonku 50. let bylo vyvíjeno cvičné letadlo s pístovým motorem. V té době dostávaly přednost cvičné letouny s proudovými motory. Na straně druhé je nutné zmínit, že koncepčně podobný, cvičný letoun Pilatus P-3 s pístovým motorem o výkonu 180 kW/240 k, který vznikl ve stejném období (1956), se přes vývojovou řadu typů PC-7, PC-9 a PC-21 vyrábí až do současnosti.

Motor Walter M-208 (Praga Doris)

## Popis letounu
Letouny TOM-8 a TOM-208 byly předurčeny jako cvičné letouny pro základní a pokračovací výcvik vojenských pilotů mezi školními Z-26 a cvičnými variantami bojových letounů s možností létat akrobatické prvky vyšší pilotáže.
TOM-8 byl celokovový samonosný dolnokřídlý jednoplošník pro dva muže posádky (zdvojené řízení). Letoun byl poháněn motorem Walter M-208C s dvoulistou stavitelnou vrtulí V-411C (později V-421), standardní ocasní jednotkou, tříkolovým zatahovacím podvozkem a s hydraulicky ovládanými přistávacími klapkami a byl schopný úplné akrobacie.
Jednonosníkové křídlo s plechovým potahem bylo třídílné. Střední část byla spojena s trupem a na ni se napojovaly lichoběžníkové vnější části. Křidélka byla aerodynamicky a staticky vyvážená. Pouze křidélka a kormidla (s duralovou kostrou) měly plátěný potah. Kýlová a stabilizační plocha byly celokovové. Všechna tři kola podvozku byla odpérována olejo-pneumatickými tlumiči, zadní kola byla opatřena brzdami. Zatahování podvozku do centroplánu a trupu se dělo hydraulicky.
Konstrukčně a technologicky byl TOM-8 zbytečně těžký letoun s příhradovou konstrukcí trupu a s nenosným plechovým potahem (odnímatelné panely). To nebyl výmysl konstruktéra pana ing. Karla Tomáše, ale požadavek vojenské správy tehdy Čepičkova ministerstva obrany.
Modernější byl TOM-208 (XL-208) s poloskořepinovým trupem (částečně s využitím duralu), s prostornější kabinou a s odklápěcím krytem kabiny. Upravena byla i svislá ocasní plocha. Instalovaný motor Walter M-208D dopracovaný ing. Janem Součkem z pražského Motorletu se jevil podstatně v lepší kondici, než původní verze M-208C. Letoun byl o 15 kg těžší, než předchozí prototyp.

## Použití
Zalétaný prototyp TOM-8 ukázal i na nevýhody prosazené konstrukční koncepce trupu. Práce na něm dále nepokračovaly. Začal se vyvíjet a stavět letoun TOM-208 s modernější konstrukcí trupu a prostornější kabinou. Prototyp TOM-208 s poloskořepinovým trupem byl zalétán 18. července 1957 opět zkušebním pilotem Ludevítem Dobrovodským.
Prototyp pilotován ing. Kuncem skončil nehodou 23. září 1959.
O letoun TOM-208 připravený v roce 1960 pro sériovou výrobu ministerstvo národní obrany ztratilo zájem. Výroba omezeného počtu letounů pro využití Svazarmem nepřicházela z ekonomických důvodů do úvahy.

## Dochované exempláře
V největším expozičním hangáru Leteckého muzea VHÚ je vystaven letoun VZLÚ TOM-8 (OK-08, výr. č. 4), jehož osud, jak bylo uvedeno, však nebyl právě nejšťastnější.
Vystavený letoun byl zachráněn z Dětské psychiatrické léčebny v Opařanech v červenci 1967, kde sloužil k pobavení dětských pacientů. Ve velmi špatném stavu byl předán k počáteční opravě do VZLÚ Praha. První renovace byla ukončena v červenci 1968 a letoun byl vystaven až do roku 1972. V letech 1973-1978 byla provedena generální oprava ve vojenských leteckých opravnách v Čáslavi. Při ní se bohužel ztratil původní unikátní motor Praga M-208C a elektricky stavitelná vrtule V-421. Oba agregáty byly nahrazeny podobnými z letounu L-60 „Brigadýr“. Po této opravě byl letoun TOM-8 znovu vystaven v expozici leteckého muzea ve Kbelích.
V majetku brněnského technického muzea je trup resp. torzo z havarovaného letounu TOM-208.

## Varianty
- TOM 8 - s motorem Walter M-208C (Praga Doris) o výkonu 158 kW (215 k)
- TOM-208 - s motorem Walter M-208D (Praga Doris) o výkonu 162 kW (220 k)

## Uživatelé
- Československo
  - VZLÚ

## Specifikace
Data pro TOM-8 podle

### Technické údaje
- Posádka: 2
- Rozpětí: 10,93 m
- Délka: 9,24 m
- Výška: 3,16 m
- Nosná plocha: 17,25 m2
- Plošné zatížení: 80,9 kg/m2
- Hmotnost prázdného letounu: 1 050 kg
- Vzletová hmotnost: 1 380 kg
- Pohonná jednotka: 1× pístový, vzduchem chlazený, plochý šestiválcový motor s reduktorem Walter M-208C (Praga Doris)
  - nominální, jmenovitý výkon: 158 kW (215 k) při 2 900 ot/min
  - maximální (vzletový) výkon: 173 kW (235 k) při 3 000 ot/min
- Vrtule: stavitelná dvoulistá dřevěná

### Výkony
- Maximální rychlost: 285 km/h
- Cestovní rychlost: 250 km/h
- Přistávací rychlost: 100 km/h
- Dostup: 6 050 m
- Stoupavost: 5,4 m/min
- Dolet: 720 km